# Георги Митровски
Георги Христов Митровски е български строител от края на XIX и началото на XX век, работил главно в Солун.

## Биография
Роден е в 1870 година в дебърското село Себища, тогава в Османската империя, сега в Албания, в семейството на Христо – строител, и жена му Евангелия. Георги е средният от трима братя, от които Александър (Алекса) е най-големият, а Атанас (Тане) е най-малкият; най-малкото дете на семейството е дъщерята Босиля. И тримата сина избират професията на баща си.
Предполага се, че около средата на 70-те години семейството се преселва в Солун. Синовете учат занаята, а по-късно стават строителни предприемачи. Построяват много сгради, обществени и частни; смята се, че са участвали в строежа или реконструкцията на всички български църкви в Солун и релсовата част на солунския трамвай. С прочутия италиански архитект Виталиано Позели изграждат сградата на османската гимназия (сега Философски факултет на Солунския университет), военното окръжие с казармите, общинската болница, мелницата на братята Алатини, хотелите „Ньоньо“ и „Англетер“. Родът постига добър социален статус в града. Тримата братя живеят в собствена триетажна къща в централната част на османския Солун.
По време на Балканските войни фамилията понася тежък финансов удар, когато гърците конфискуват османската окръжна болница (сега болница „Свети Димитър“) – обект, в чиято реконструкция братята влагат много средства, които пропадат.
След войните за Георги Митровски става трудно да намира работа в Солун. С други майстори ходи в София, търсейки работа, но се връща при семейството в Солун.
Георги е женен за Елисавета, дъщеря на Марко Волча, също от дебърско семейство, заселило се в Солун. Имат две дъщери: Мария (1892 – 1982), която се оженва за Петър Далкалъчев, и Райна (1899 – 1996), чийто любим е грък и по тази причина тя не се оженва за него (по-късно, със сменено от гръцката власт име Ειρήνη, се жени за човек с български произход). Райна Митровска остава в Солун; през 1978 година тя разказва пред българския консул, че в града живеят много българи, които поради преследване от страна на гърците се страхуват да говорят български.
Георги Митровски умира през 1922 година в Солун.